# Sheffield United Football Club 1897-1898
Questa voce raccoglie le informazioni riguardanti il Sheffield United Football Club nelle competizioni ufficiali della stagione 1897-1898.

## Rosa
| N. |                        | Ruolo | Calciatore       |
| -- | ---------------------- | ----- | ---------------- |
|    | Inghilterra (bandiera) | P     | William Foulke   |
|    | Scozia (bandiera)      | D     | John Blair       |
|    | Scozia (bandiera)      | D     | Robert Cain      |
|    | Inghilterra (bandiera) | D     | Rabbi Howell     |
|    | Inghilterra (bandiera) | D     | Harry Thickett   |
|    | Inghilterra (bandiera) | D     | Michael Whitham  |
|    | Inghilterra (bandiera) | C     | Henry Howard     |
|    | Inghilterra (bandiera) | C     | Thomas Jenkinson |
|    | Inghilterra (bandiera) | C     | Harry Johnson    |
|    | Inghilterra (bandiera) | C     | Ernest Needham   |
|    | Scozia (bandiera)      | C     | Neil Logan       |
|    | Inghilterra (bandiera) | A     | John Almond      |

| N. |                        | Ruolo | Calciatore       |
| -- | ---------------------- | ----- | ---------------- |
|    | Inghilterra (bandiera) | A     | Walter Bennett   |
|    | Scozia (bandiera)      | A     | John Cunningham  |
|    | Inghilterra (bandiera) | A     | Ralph Gaudie     |
|    | Inghilterra (bandiera) | A     | George Hedley    |
|    | Scozia (bandiera)      | A     | Kenneth McKay    |
|    | Inghilterra (bandiera) | D     | Thomas Morren    |
|    | Inghilterra (bandiera) | A     | Alfred Priest    |
|    | Inghilterra (bandiera) | -     | Henry White      |
|    | Inghilterra (bandiera) | -     | David Morton     |
|    | Inghilterra (bandiera) | -     | Archibald French |
|    | Inghilterra (bandiera) | -     | Albert Bradshaw  |

## Risultati

### FA Cup
| Sheffield 29 gennaio 1898 Primo turno | Sheffield Utd | 1 – 1 | Burslem Port Vale | Bramall Lane |

| Burslem 2 febbraio 1898 Primo turno - Replay | Burslem Port Vale | 2 – 1 | Sheffield Utd | Athletic Ground |

## Statistiche

### Statistiche dei giocatori
| Giocatore     | First Division | First Division | FA Cup   | FA Cup | Totale   | Totale |
| Giocatore     | Presenze       | Reti           | Presenze | Reti   | Presenze | Reti   |
| ------------- | -------------- | -------------- | -------- | ------ | -------- | ------ |
| J. Almond     | 20             | 7              | ?        | ?      | 20+      | 7+     |
| W. Bennett    | 26             | 13             | ?        | ?      | 26+      | 13+    |
| J. Blair      | 1              | 0              | ?        | ?      | 1+       | 0+     |
| A. Bradshaw   | 1              | 0              | ?        | ?      | 1+       | 0+     |
| R. Cain       | 30             | 0              | ?        | ?      | 30+      | 0+     |
| J. Cunningham | 24             | 7              | ?        | ?      | 24+      | 7+     |
| W. Foulke     | 29             | 0              | ?        | ?      | 29+      | 0+     |
| A. French     | 1              | 0              | ?        | ?      | 1+       | 0+     |
| R. Gaudie     | 6              | 2              | ?        | ?      | 6+       | 2+     |
| G. Hedley     | 2              | 0              | ?        | ?      | 2+       | 0+     |
| H. Howard     | 3              | 0              | ?        | ?      | 3+       | 0+     |
| R. Howell     | 24             | 0              | ?        | ?      | 24+      | 0+     |
| T. Jenkinson  | 2              | 0              | ?        | ?      | 2+       | 0+     |
| H. Johnson    | 10             | 2              | ?        | ?      | 10+      | 2+     |
| N. Logan      | 5              | 4              | ?        | ?      | 5+       | 4+     |
| K. McKay      | 25             | 5              | ?        | ?      | 25+      | 5+     |
| T. Morren     | 26             | 2?             | ?        | ?      | 26+      | 2+     |
| D. Morton     | 2              | 0              | ?        | ?      | 2+       | 0+     |
| E. Needham    | 29             | 8              | ?        | ?      | 29+      | 8+     |
| A. Priest     | 28             | 4              | ?        | ?      | 28+      | 4+     |
| H. Thickett   | 29             | 0              | ?        | ?      | 29+      | 0+     |
| H. White      | 6              | 0              | ?        | ?      | 6+       | 0+     |
| M. Whitham    | 1              | 0              | ?        | ?      | 1+       | 0+     |